# Ambia pedionoma
Ambia pedionoma là một loài bướm đêm trong họ Crambidae.